# Relleno sanitario Doña Juana
El relleno sanitario Doña Juana, es el principal vertedero de basura de Bogotá, ubicado en la localidad de Ciudad Bolívar, cerca del cerro tutelar de Doña Juana, entre los sectores de Mochuelo Alto y Mochuelo Bajo. El vertedero inició operaciones el 1 de noviembre de 1988, durante la alcaldía de Andrés Pastrana, tras una breve crisis sanitaria por acumulación de residuos en la ciudad luego de que fueran cerrados los antiguos botaderos de Gibraltar (cerca del actual barrio El Cortijo) y Patio Bonito. 
El relleno ha sufrido algunos problemas desde su puesta en funcionamiento, siendo el más notable el derrumbe, ocurrido el 27 de septiembre de 1997 cuando una acumulación de gases y lixiviados produjo un deslizamiento de más de 1 200 000 toneladas de residuos que obstruyeron el cauce del río Tunjuelo. Otro derrumbe sucedió el 2 de octubre de 2015 con 550 000 metros cúbicos de residuos en la parte alta de la operación, y un tercero de 80 000 toneladas, el 28 de abril de 2020.
Así mismo, la expansión urbana que ha sufrido la ciudad en los últimos años ha llevado al asentamiento de comunidades cerca del relleno, las cuales se han visto afectadas por los olores e insectos provenientes del mismo, especialmente en las veredas de Mochuelo Bajo y Mochuelo Alto.